# Волков Олександр Михайлович
Олекса́ндр Миха́йлович Во́лков  (нар. 30 квітня 1948, місто Київ) — український підприємець, політик і футбольний функціонер. Кандидат політичних наук; президент Інституту політичного аналізу та соціального прогнозу.
Один із 148 депутатів Верховної Ради України, які підписали звернення до Сейму Республіки Польща з проханням визнати геноцидом поляків події Національно-визвольної війни України 1942–1944 років. Цей крок перший Президент України Леонід Кравчук кваліфікував як національну зраду.

## Біографічні відомості

### Сім'я
Росіянин.
- Батько Михайло Карпович Волков (1922–2007) — Герой Радянського Союзу, пенсіонер;
- мати Ніна Микитівна (1924–1988);
- дочка Ніна (1978) — підприємець;
- дочка Олександра (1985) — студентка;
- дочка Діана (2004).

### Освіта
- Закінчив Київський торгово-економічний інститут, технологічний факультет (1967–1972), інженер-технолог;
- Академія державної податкової служби України, юридичний факультет (1999–2002), юрист;
- кандидатська дисертація «Роль та місце політичних ідеологій в суспільствах перехідного типу. Політологічний аналіз» (1999).

### Кар'єра
1964—1967 — слюсар-ремонтник Київського головпоштамту.
1972—1973 — служба в армії.
1973—1989 — в системі агропромислового комплексу.
1989—1991 — голова виробничого кооперативу «Декор», м. Київ.
1991—1992 — голова виробничо-комерційного підприємства «ВГВ», м. Київ.
1992—1994 — президент, телекомпанія «Гравіс», м. Київ.
1993—1994 — Член Ради промисловців і підприємців при Прем'єр-міністрі України. Член Ради промисловців і підприємців при Прем'єр-міністрі України.
Липень 1994 — вересень 1998 — помічник Президента України.
Позаштатний радник Президента України (09.1998-01.2000).
З 1995 — член наглядової ради Торгово-промислової палати «Україна-Ізраїль» і Фонду сприяння розвитку економіки України (США); член правління УСПП (з 1993);
Член Ради Партії «Демократичний союз» (з 1999); грудень 2000 — жовтень 2001 — Голова Ради партії «Демократичний союз».
З 2000 — віце-президент Федерації футболу України, віце-президент ФК «Динамо» (Київ).

## Політична діяльність
Березень 1998 — кандидат в народні депутати України від «Блоку демократичних партій — НЕП», № 7 в списку.
Народний депутат України 3-го скликання з вересня 1998 до квітня 2002, виборчий округ № 208, Чернігівська область. Член групи «Відродження регіонів» (лютий 1999 — квітень 2001; з лютого 2000 — керівник групи), керівник фракції партії «Демократичний союз» (з квітня 2001). Член Комітету з питань охорони здоров'я, материнства та дитинства (лютий 1999 — лютий 2000), член Комітету з питань законодавчого забезпечення правоохоронної діяльності (з лютого 2000).
Народний депутат України 4-го скликання з квітня 2002 до квітня 2006, виборчий округ № 208, Чернігівська область, висунутий Виборчім блоком політичних партій «Демократична партія України — партія «Демократичний союз». «За» 35.82 %, 11 суперників. На час виборів: народний депутат України, член партії «Демократичний союз». Член фракції «Єдина Україна» (травень — жовтень 2002), позафракційний (жовтень 2002), член фракції СДПУ(О) (жовтень 2002 — січень 2003). Член Комітету з питань екологічної політики, природокористування та ліквідації наслідків Чорнобильської катастрофи (з червня 2002).
Народний депутат України 7-го скликання з грудня 2012, виборчий округ № 157, Сумська область, самовисування. «За» 40,14 %, 10 суперників. Член фракції Партії регіонів (з грудня 2012). Заступник голови Комітету з питань бюджету (з грудня 2012). На виборах до Верховної Ради 7-го скликання зрадив переважну більшість своїх виборців, чим викликав неабияке обурення серед жителів м. Суми.

## Нагороди
- Орден «За заслуги» III ст. (квітень 1998)[6], II ст. (серпень 2000), I ст. (27 квітня 2013)[7].
- Почесна грамота Кабінету Міністрів України (квітень 2003)[8].
- Ордени Святого князя Володимира III (1998), II ступенів (2003, УПЦ),
- Преподобного Нестора Літописця I ступеня (2003).

## Монографії
Автор монографій:
- «Суспільство перехідного типу: досвід ідеологічних перетворень» (1998),
- «Політична ідеологія: ретроспективний аналіз та принципи функціонування в сучасній Україні» (1999).